# 1215
Évszázadok: 12. század – 13. század – 14. század
Évtizedek: 1160-as évek – 1170-es évek – 1180-as évek – 1190-es évek – 1200-as évek – 1210-es évek – 1220-as évek – 1230-as évek – 1240-es évek – 1250-es évek – 1260-as évek
Évek: 1210 – 1211 – 1212 – 1213 –  1214 – 1215 – 1216 – 1217 – 1218 – 1219 – 1220

## Események

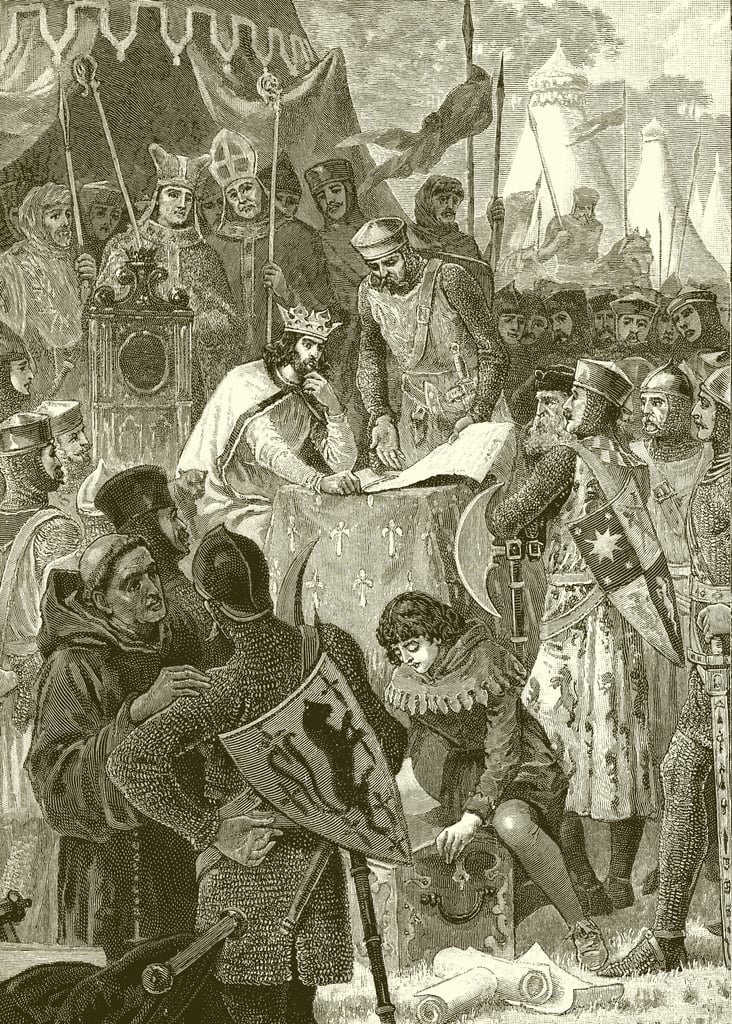
János király aláírja a Magna chartát

### Határozott dátumú események
- június 17. – János angol király a felkelt bárók nyomására aláírja a Magna chartát, mely erősíti a nemesség hatalmát, miközben erőteljesen korlátozza a királyi hatalmat.[1]
- július 23. – II. Frigyes átveszi a tényleges hatalmat IV. Ottótól, aki ezután már haláláig (1218) nem gyakorolja hatalmát.
- november 30. – Rómában befejeződik a negyedik lateráni zsinat.

### Határozatlan dátumú események
- augusztus – János király – miután a pápa felmentette esküje alól – visszavonja a Magna chartát. Erre a nemesek újra fellázadnak és Lajos francia herceget hívják meg az angol trónra.
- az év folyamán –
  - Dzsingisz kán serege elfoglalja és felégeti Peking városát
  - A negyedik lateráni zsinat megerősíti a pápa világi hatalmát,továbbá határozatot hoz az eretnekek üldözésére.

## Születések
- Kubiláj mongol nagykán, mongol uralkodó († 1294)
- V. Celesztin pápa († 1296)
- április 25. – IX. (Szent) Lajos francia király (Másik lehetséges születési dátuma 1214.) († 1270)

## Halálozások
- szeptember 1. – Ottó utrechti püspök (* 1194)